# 泼氏侧黄吸虫
泼氏侧黄吸虫（学名：Athesmia pricei）为双腔科侧黄属的动物。分布于美国以及中国大陆的云南等地，营寄生生活，终末宿主董鸡以及寄生于胆管。